# 챕스

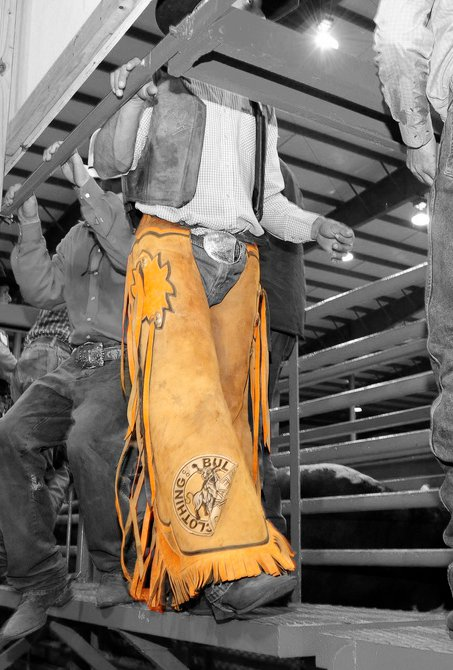

챕스(Chaps, /ˈʃæps/ 또는 /ˈtʃæps/)는 레깅스와 벨트로 구성된 튼튼한 다리 덮개이다. 챕스의 통합 벨트로 바지 위에 버클로 고정되어 있지만 바지와는 달리 좌석이 없으며 가랑이 부분에서 결합되지 않는다. 다리를 보호하도록 설계되었으며 일반적으로 피혁이나 가죽과 유사한 재질로 만들어진다. 챕스라는 이름은 스페인어 단어 chaparajos의 단축 버전이다. 이 단어(chaparajos)는 말을 탈 때 다리를 보호하기 위해 고안된 chaparral(두껍고 가시가 많으며 낮은 덤불)의 이름을 따서 명명되었다. 대부분의 서부 미국 말 문화와 마찬가지로 차파라호(chaparajos)의 기원은 스페인 남부에서 시작되었으며, 그 후 나중에 멕시코가 된 뉴 스페인 지역으로 전달되어 미국 서부의 카우보이 문화에 동화되었다. 말을 타고 덤불이 많은 지형을 통과할 때 사용하는 보호복이다. 현대 사회에서는 실용적인 작업 목적과 전시 또는 쇼 용도로 착용된다. 특히 크루저 스타일의 오토바이 라이더가 오토바이에 사용하기 위해 챕스도 채택되었다.

## 같이 보기
- 개인 보호 장비